# Yves-Marie Bruel
 (novembre 2012).
Si vous disposez d'ouvrages ou d'articles de référence ou si vous connaissez des sites web de qualité traitant du thème abordé ici, merci de compléter l'article en donnant les références utiles à sa vérifiabilité et en les liant à la section « Notes et références ».
Yves-Marie Bruel, né le 8 mars 1922 à Millau (Aveyron) et mort le 26 mai 2006 à Villeneuve-lès-Avignon (Gard), est un pianiste et compositeur français.

## Biographie[1]
Après un premier prix de piano au Conservatoire de Montpellier, il étudie l'harmonie avec Maurice Le Boucher, le contrepoint et la composition avec Albert Bertelin, tous deux prix de Rome et condisciples de Gabriel Fauré et de Maurice Ravel. 
Il poursuit ses études de piano à Paris dans la classe de Jean Batalla, et obtient en 1948 un premier prix de piano du Conservatoire national de Paris. 
En 1952, le Concours international Viotti consacre le pianiste et honore le compositeur en retenant son cycle des Six chants de l'aube élaboré quelques années plus tôt. Il rencontre à Avignon Francis Poulenc qui l'encourage dans sa vocation de mélodiste. 
En 1971, il devient membre de la Société nationale de musique et donne en concert à la salle Cortot à Paris, avec Clara Neumann, mezzo-soprano, un choix de ses œuvres. 
Il laisse une œuvre musicale où se reconnaît une filiation fauréenne et debussyste, mais où tôt s'affirme une personnalité forte d'un mélodiste doublé d'un harmoniste en constante recherche. 
« Une musique sereinement ignorante des modes passagères et des recherches calquées sur celles des hommes de science ! Mais, pour être jaillie du terroir, elle n'en est pas moins raffinée » écrit Bernard Gavoty dans Le Figaro[réf. incomplète].
Son Aveyron natal, et la Provence où il a été professeur de piano au Conservatoire de musique d'Avignon de 1948 à 1985, ont marqué son œuvre. On retrouve dans les Variations sur un vieil air rouergat (1948), le thème de la Bressaïrole[Quoi ?]. 
Dans l'atmosphère médiévale et la lumière provençale de Villeneuve-lès-Avignon[Interprétation personnelle ?] où il a vécu à partir de 1956, il écrit en 1995 le Processionnal, pièce pour piano, hommage à la chartreuse du Val-de-Bénédiction de Villeneuve-lès-Avignon, et à la chapelle des Pénitents gris qui lui fait face.
Parallèlement à son activité de compositeur et de soliste, il a aussi consacré une grande partie de sa carrière à l'enseignement du piano.

## Œuvres

### Chant et piano
- 1942 : Pour chant et piano, sur un poème de René Mauduit.
- 1943 : Deux mélodies (C’était le jour...  et Chanson d’amour), sur des poèmes de Rainer Maria Rilke.
- 1944 : Odelette, sur un poème de Henri de Régnier.
- 1945 : Six chants de l’aube (six mélodies : Premières roses, Dans la plaine..., Parfois, au fond de la nuit..., Jeunes filles, Chemin aveuglant... et Voici les jardins...), sur des poèmes de Rainer Maria Rilke.
- 1948 : Pluies, sur un poème de Gabriel de Retz.
- 1957 : Fièvre, sur un poème de Georges Tazzi
- 1964 : Adieu à la Meuse, sur un poème de Charles Péguy.
- 1972 : Nuit à Saint-Laurent des Arbres, sur un poème de Max Tronconi
- 1978 : Deux mélodies (Quand on me cherchera... et J’ai ouvert la fenêtre...), sur des poèmes de Geneviève Pastre.
- 1981 : Chansonnier des Compagnons du Devoir[4].
- 1985 : Vieille chanson du jeune temps, sur un poème de Victor Hugo
- 1987 : Je vous salue, Marie...
- 1987 : Hommage au Père Arribat, sur un poème de Jean Hautefaye
- 1988 : Le Songe, sur un poème de Marceline Desbordes-Valmore
- 1991 - 1993 : Six mélodies (Verger, Peut-être que si j’ai osé t’écrire..., Vers quels soleils..., Jamais la terre n’est plus réelle..., N’était-il pas ce verger... et Heureux verger...), sur des poèmes de Rainer Maria Rilke.
- 1993 : Complainte médiévale, sur un poème de Jean Froissart

### Autres pièces vocales
- 1943 : Le Bois amical (pour chant, violon et piano), sur un poème de Paul Valéry.
- 1959 : Je vous salue, Marie... (pour chant)
- 1987 : Pierrot, l’idylle (pour duo vocal et piano concertant)
- 1994 : Ave Maria... (duo vocal)

### Pièces instrumentales
- 1948 : Variations pour piano sur un vieil air rouergat
- 1948 : Andante Cantabile (pour violon et piano)
- 1987 : Improvisation sur la Lorelei(pour flûte et piano)
- 1995 : Processionnal pour piano
- 1995 : Évocation pour flûte seule
- 1995 : Pièce romantique pour clarinette